# Trihalogénométhane
 (février 2023).
Si vous disposez d'ouvrages ou d'articles de référence ou si vous connaissez des sites web de qualité traitant du thème abordé ici, merci de compléter l'article en donnant les références utiles à sa vérifiabilité et en les liant à la section « Notes et références ».

Structure du trifluorométhane : 3 des atomes d'hydrogène (H) ont été substitués par des atomes de fluor (F).

Les trihalogénométhanes (THM) sont des composés chimiques de la famille des halogénoalcanes. Ils regroupent les dérivés halogénés trisubstitués du méthane (CH4), c'est-à-dire les molécules de méthane où trois des quatre atomes d'hydrogène ont été substitués par des atomes d'halogène. Beaucoup de trihalogénométhanes sont utilisés dans l'industrie comme solvants ou comme réfrigérants. Ils sont aussi des polluants, et beaucoup sont considérés comme cancérigènes. Les trihalogénométhanes comportant trois atomes d'halogène identiques sont souvent appelés haloformes (chloroforme (CHCl3), iodoforme (CHI3), bromoforme (CHBr3), fluoroforme (CHF3)).

## Tableau des trihalogénométhanes les plus communs
| Formule Brute | Nom IUPAC             | Numéro CAS | Nom usuel            | Autre(s) nom(s)        | Molécule              |
| ------------- | --------------------- | ---------- | -------------------- | ---------------------- | --------------------- |
| CHF3          | trifluorométhane      | 75-46-7    | fluoroforme          | Fréon 23, R-23, HFC-23 | Fluoroforme           |
| CHClF2        | chlorodifluorométhane | 75-45-6    | -                    | R-22, HCFC-22          | Chlorodifluorométhane |
| CHCl3         | trichlorométhane      | 67-66-3    | chloroforme          | Trichlorure de méthyle | Chloroforme           |
| CHBrCl2       | bromodichlorométhane  | 75-27-4    | dichlorobromométhane | -                      | Bromodichlorométhane  |
| CHBr2Cl       | dibromochlorométhane  | 124-48-1   | chlorodibromométhane | -                      | Dibromochlorométhane  |
| CHBr3         | tribromométhane       | 75-25-2    | bromoforme           | Tribromure de méthyle  | Bromoforme            |
| CHI3          | triiodométhane        | 75-47-8    | iodoforme            | Triiodure de méthyle   | Iodoforme             |

## Usages industriels

### Réfrigérants
Le trifluorométhane et le chlorodifluorométhane sont utilisés comme réfrigérants, en remplacement des chlorofluorocarbures (CFC). Les trihalogénométhanes, en raison de leur atome d'hydrogène sont plus réactifs que les CFC, et contrairement à eux réagissent (et sont donc détruits) dès la troposphère, ce qui les rend moins susceptibles d'endommager la couche d'ozone (les plus dangereux étant ceux contenant du chlore, ou du brome). En tant qu'hydrofluorocarbure (HFC), le trifluorométhane n'est pas dangereux pour la couche d'ozone, contrairement au chlorodifluorométhane qui est lui un hydrochlorofluorocarbure (HCFC). En effet, même si les HCFC sont détruits plus bas dans l'atmosphère, leur destruction produits des radicaux chlorés qui peuvent atteindre la haute atmosphère, et réagir avec l'ozone de la couche d'ozone. Il est d'ailleurs prévu (Protocole de Montréal), dans un premier temps de remplacer les CFC par des HCFC, moins mais toujours nocifs, puis de les remplacer par des réfrigérants totalement non chlorés (HFC par exemple).

### Solvants
Le chloroforme (trichlorométhane) est un solvant très utilisé en chimie organique. Il est bien moins polaire que l'eau, et capable de dissoudre beaucoup de composés organiques.
Même s'il est légèrement toxique et potentiellement cancérigène, le chloroforme est significativement moins dangereux que le tétrachlorométhane, et tend à le remplacer là où c'est possible.

## Pollution de l'eau
Les trihalogénométhanes se forment naturellement par la réaction du dichlore ou du dibrome utilisés pour désinfecter l'eau potable, sur des composés organiques présents dans l'eau à traiter. Ces produits à haute concentration peuvent avoir des effets sur la santé, et beaucoup de gouvernements mettent en place des limites de concentration de ces produits dans l'eau potable. Aux États-Unis, l'EPA impose la limite de 80 ppb pour le bromoforme, le bromodichlorométhane et le dibromochlorométhane dans l'eau traitée. Ce nombre est appelé "total trihalomethanes" (TTHM).
Le chloroforme se forme aussi dans les piscines désinfectées au dichlore ou à l'ion hypochlorite (eau de Javel) par réaction haloforme avec des substances organiques (urine, transpiration et particules de peau). Parfois la réaction, sous l'influence des UV, conduit même à la formation de phosgène. 